# 九里与右衛門
九里 与右衛門（くのり よえもん、生年不詳 - 天文21年（1552年））は、戦国時代の武将、関東管領山内上杉憲政の家臣。父は九里采女正。
天文20年（1551年）敵対していた北条氏康が上野国に侵攻するとこれに抗戦するが、翌年憲政は平井城を脱して越後国へ逃れる。しかし憲政の嫡子龍若丸は御嶽城へ残されたため、父とともに留まった。間もなく父に従って、龍若丸の乳母、その夫で采女正の甥にあたる妻鹿田新助の一族らとともに龍若丸の身柄を氏康に差し出したが、龍若丸は殺され、与右衛門らもこの帰り忠を許されず誅されたという。